# Felhőoszlop hadművelet
A Felhőoszlop hadműveletet (héberül: עמוד ענן, Amúd Anán) 2012. november 14-én indította az Izraeli Légierő Hamász célpontok ellen, a Gázai övezet területén. A katonai akcióval a térségből induló rakétatámadások megszüntetését tervezik, melyek Izrael déli területeit sújtják. 2012 januárja óta több mint 800 rakétát lőttek ki palesztin fegyveresek izraeli célpontok ellen.

## Előzmények
2012 novemberének elején több kisebb összecsapásra is sor került a gázai-övezet térségében, palesztin fegyveresek és izraeli katonák között. November 5-én izraeli katonák lelőttek egy 20 éves palesztin férfit, majd három nappal később egy 13 éves kisfiú halt meg egy határ menti összecsapásban, mikor egy helikopterről érkező géppuskatűz eltalálta. Erre válaszul másnap palesztin fegyveresek robbantásos merényletet hajtottak végre a határ izraeli oldalán, négy katonát megsebesítve.
A palesztin fegyveresek november folyamán több mint 100 Kasszám rakétát lőttek ki dél-izraeli célpontokra. November 10-én egy páncéltörő rakétát lőttek ki egy AIL Storm izraeli katonai terepjáróra, mind a négy benne utazó katonát megsebesítve, egyiküket életveszélyesen. A légierő erre válaszul Hamász célpontokat bombázott le az övezetben, négy palesztin halálát okozva.
A folytatódó rakétatámadásokban több izraeli civil is megsebesült, Beér-Seva polgármestere pedig kénytelen volt tanítási szünetet elrendelni a gyerekek épségére való tekintettel. Néhány nappal a hadművelet megindítása előtt Benjámín Netanjáhú miniszterelnök és Ehúd Bárák védelmi miniszter is sajtóközleményben fejezték ki egy esetleges Gáza elleni megtorló akció lehetőségét.

## A hadművelet

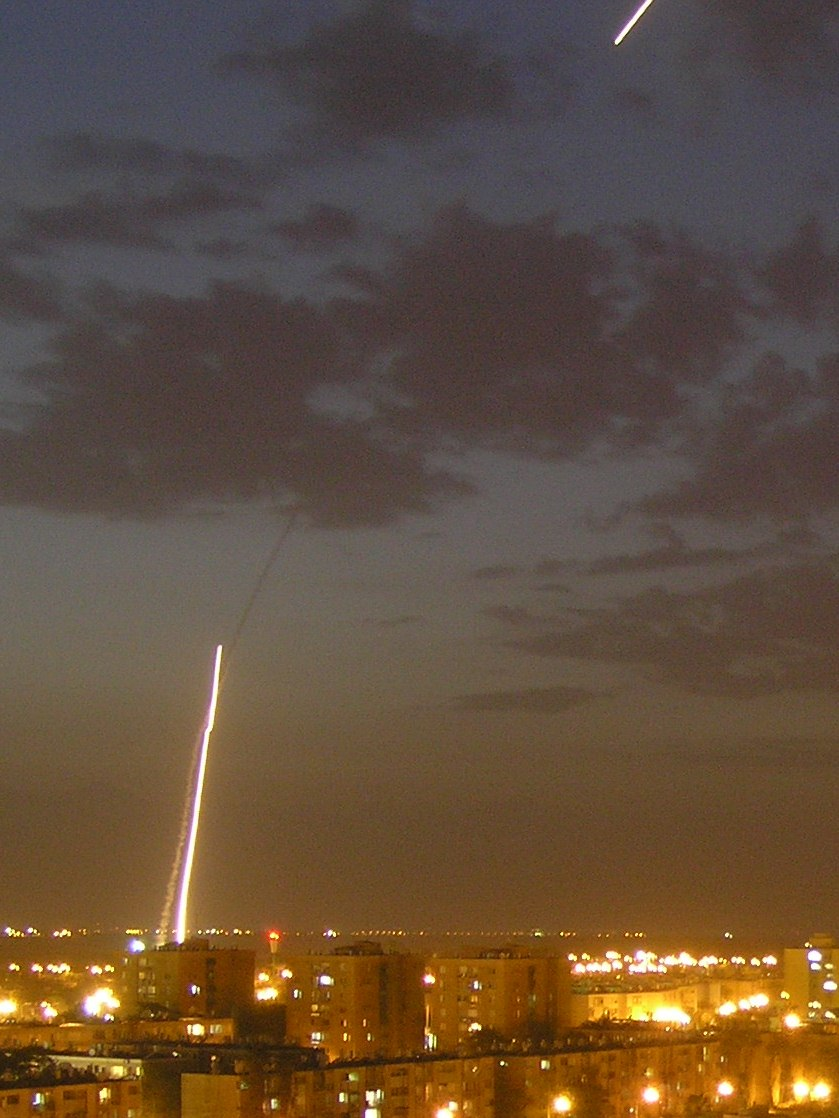
„Munka” közben a Vaskupola rakétavédelmi rendszer.

A "Felhőoszlop" kódnevű hadműveletet november 14-én, helyi idő szerint 16 órakor indították meg, egy célzott légitámadással, melynek során egy katonai repülő rakétatámadást hajtott végre a személygépkocsi ellen, melyben a Hamász katonai szárnyának parancsnoka, Ahmed Dzsabari utazott (Az izraeli védelmi minisztérium őt tekintette fő felelősnek a rakétatámadásokért). A katonai vezető testőrével együtt azonnal életét vesztette. Rögtön a támadást követően a légierő 20 Hamász célpontot bombázott le.
November 15-re virradólag az izraeli légierő több mint 100 célpont ellen hajtott végre légitámadást, 13 palesztin halálát okozva (köztük öt fegyveresét) és 115-öt megsebesítve. Válaszul a Hamász is legkevesebb 100 Kasszám és Grad rakétát lőtt ki izraeli célpontok ellen, melyek egy részét a Beér-Seva melletti Vaskupola elnevezésű rakétavédelmi rendszer megsemmisítette, jelentős részük azonban az ország déli részén becsapódott, három civil - két nő és egy férfi - halálát okozva. További 70 fő megsebesült, köztük három katona is.
Ugyanaznap egy iráni gyártmányú Fadzsr-5 rakéta csapódott be Tel-Aviv déli elővárosában is, de nem okozott kárt (a város területét 1991, az Öbölháború óta nem érte rakétatámadás), egy másik rakéta pedig a város mellett csapódott a tengerbe. Beni Ganc, az izraeli hadsereg vezérkari főnöke engedélyezte a hadsereg előkészítését egy esetleges szárazföldi hadművelethez és megkezdték a tartalékosok korlátozott mozgósítását is.
Időközben megtartották Ahmed Dzsabari temetését Gáza városban. A ceremónián részt vevő tömeg Izrael-ellenes jelszavakat skandált és bosszúra szólított fel, néhány fegyveres pedig lövéseket adott le a levegőbe. Magas rangú Hamász vezetők azonban nem voltak jelen.
November 16-ra virradólag Izrael további 150 célpontot bombázott le a gázai-övezet területén, a halottak száma 20 fölé nőtt. Hisám Kandil egyiptomi miniszterelnök Gázába látogatott a helyi lakossággal való szolidaritásának kifejezésére. A látogatás időtartama alatt, Izrael három órára tűzszünetet hirdetett, a Hamász azonban ez alatt legkevesebb 50 rakétát lőtt Izrael déli területeire, illetve Jeruzsálemet is támadás érte, de nem okozott jelentős károkat. Időközben ismét rakéta csapódott be Tel-Aviv mellett a tengerbe.
Estére az izraeli védelmi minisztérium 75 000 főre növelte a mozgósítandó tartalékosok számát és páncélosokat, buldózereket és katonákat vezényelt az ország déli, gázai övezettel határos részére, felkészülve egy esetleges szárazföldi invázióra, melyhez Nagy-Britannia és az Amerikai Egyesült Államok is morális támogatását biztosította.
November 17-re virradólag a légierő lebombázta a Hamász székházát, illetve Iszmáíl Hanije irodaépületét. Izraeli rakéták csapódtak be öt transzformátorállomásba is, melynek következtében 400 000 gázai lakos maradt áram nélkül. Válaszul a Hamász négy rakétát lőtt ki a déli Asdod városra.
November 18-án folytatódtak az izraeli bombázások, melyhez - most először - hadihajókat is bevetettek. A támadások alatt hét palesztin újságíró is megsebesült. Válaszul a palesztinok ismét rakétát lőttek ki Tel-Avivra, melyet azonban a Vaskupola rendszer megsemmisített. Az ország déli részén viszont több rakéta is becsapódott, melyeknek következtében Askelónban és Saar Hagenevben személyi sérülések is történtek.
November 19-én az újabb izraeli bombázások legkevesebb 26 palesztin életét követelték. A nap folyamán a Palesztinai Iszlám Dzsihád katonai szárnyának egyik vezető személyisége, Ramez Harb is életét vesztette. Az izraeli hadsereg beszámolója szerint a konfliktus hat napja alatt a gázai-övezetből 830 rakétát lőttek ki, ebből a Vaskupola védelmi rendszer mindössze 290-et volt képes megsemmisíteni.
November 20-án a palesztinok 16 rakétát lőttek ki Beér-Sevára, ebből három csapódott be a városban, azonban személyi sérülés nem történt, az egyik rakéta egy buszt, egy másik egy személygépkocsit rongált meg, a harmadik egy futball pályán csapódott be. A nap folyamán rakétatámadás érte Askelónt és Ofarkimot is. Ciszjordániában palesztin tüntetők támadtak kövekkel és Molotov-koktélokkal izraeli katonákra. Az izraeli rendfenntartók tömegoszlatásának két halálos áldozata volt: Halhulban lelőttek egy palesztin férfit, mikor rátámadt egy katonára, Hebronban pedig egy férfit Molotov-koktél dobása közben lőttek le. Ugyanaznap egy zsidó férfi rátámadt az Egyesült Államok tel-avivi nagykövetségének egyik őrére, akit könnyebben megsebesített. Időközben két Hamász rakéta egy Jeruzsálem melletti palesztin falut talált el, nem ismeretes, hogy az incidensnek voltak-e áldozatai.
Hillary Clinton amerikai külügyminiszter Tel-Avivba utazott, ahonnan az egyiptomi politikai vezetőség segítségével közvetíteni próbál a felek között egy esetleges fegyverszüneti szerződés megkötéséért. Az izraeli kormány válaszul a tárgyalások idejére felfüggesztette a szárazföldi invázió tervét.
November 20-án Hamász fegyveresek nyilvánosan végeztek ki hat gázai lakost, akiket kémkedéssel vádoltak meg. A holttesteket az összegyűlt tömeg meggyalázta, majd motorkerékpár után kötve, több utcán végighúzták őket.
November 21-én pokolgép robbant egy buszon Tel-Avivban, mely 21 embert sebesített meg, köztük hármat súlyosan. A Hamász szóvivője, Szami Abu Zuhri örömét fejezte ki a szervezet nevében a támadásért. Ugyanaznap a Hillary Clinton amerikai és Kamel Amr egyiptomi külügyminiszterrel folytatott tárgyalások hatására, helyi idő szerint 19 órakor tűzszünet lépett hatályba a két fél között. A tűzszünet életbe lépése ellenére néhány órával később még néhány palesztin rakétát kilőttek Dél-Izraelre az övezetből, ezeknek egy részét a Vaskuploa megsemmisítette, a többi lakatlan területen hullt le, nem okozva károkat. A támadás ellenére Izrael nem indított válaszcsapást.
Háled Mesál Hamász-vezető kijelentette, hogy a szervezet be kívánja tartani a fegyverszünetet, de egy esetleges izraeli provokációra fegyverrel válaszolnak. Időközben Benjámín Netanjáhú izraeli miniszterelnök vállalta, hogy enyhít a gázai övezet blokádján, ennek részleteiről újabb tárgyalásokat helyeztek kilátásba.

## Nemzetközi reakciók
- Hamász – Háled Mesál a Hamász politikai szárnyának vezetője egy szudáni iszlám konferencián úgy vélte, hogy Izrael a hadművelettel az Arab tavasz utáni arab világot is teszteli.[12]
- Palesztin Nemzeti Hatóság – Mahmúd Abbász elnök szerint Izrael tömegmészárlást követ el a térségben, illetve az ENSZ BT összehívását kérte a vérontás mielőbbi befejezésére.[29]
- Egyiptom – Muhammad Morszi egyiptomi elnök elítélte az izraeli támadást, „elfogadhatatlan agressziónak” nevezve azt és felszólította Barack Obama amerikai elnököt, hogy gyakoroljon nyomást Izraelre a hadművelet leállításáért.[30] Egyúttal visszahívta az egyiptomi nagykövetet az országból.[31]
- Franciaország – a francia külügyminisztérium aggódását fejezte ki a gázai helyzet miatt és felszólította mindkét felet, hogy akadályozzák meg a konfliktus eszkalálódását, mert annak csak a civil lakosság érezné a súlyát. Christoph Bigot izraeli nagykövet ellátogatott az ország déli területeire és együttérzését fejezte ki a rakétatámadások áldozatainak.[32]
- Németország – Guido Westerwelle külügyminiszter kijelentette, hogy Izraelnek legitim joga van megvédeni saját polgárait a rakétatámadásoktól, ugyanakkor felszólította a nemzetközi közvéleményt, hogy tegyenek meg mindent a helyzet eszkalálódásának megakadályozása végett.[32]
- Irán – Az ország külügyminisztériuma elítélte az izraeli támadást, mely szerintük a rezsim „brutális természetének” az egyértelmű bizonyítéka.[33]
- Norvégia – A külügyminisztérium közleménye szerint Izraelnek joga van megvédeni polgárait, ugyanakkor a válaszcsapás során fontos, hogy Izrael csak óvatosan járjon el és kímélje a polgári lakosságot.
- Hollandia – Frans Timmermans külügyminiszter a kialakult helyzet miatt egyedüli felelősnek a Hamászt nevezte meg, amely szerinte a gázai övezet lakosságának csak szenvedést okoz.
- Katar – A külügyminiszter határozottan elítélte az izraeli hadműveletet és reményét fejezte ki, hogy az izraeli vezetés elnyeri „méltó büntetését”. Ugyanakkor felszólította az ENSZ Biztonsági Tanácsát, hogy biztosítsa a békét a térségben.[34]
- Jordánia – A jordániai információs miniszter elítélte az izraeli támadást és követelte azonnali leállítását.[32]
- Oroszország – Szergej Lavrov külügyminiszter az erőszak azonnali beszüntetését kérte.[35]
- Szíria – A kormány elítélte Izrael akcióját „barbár bűntettnek” nevezve azt, és felszólította a nemzetközi közvéleményt, hogy gyakoroljon nyomást Izraelre a támadások leállítása végett.[36]
- Egyesült Királyság – William Hague külügyminiszter elítélte az Izrael elleni rakétatámadásokat.[37]
- Amerikai Egyesült Államok – A külügyminisztérium elítélte az Izrael elleni rakétatámadásokat és kijelentette, hogy Izraelnek joga van saját polgárainak megvédéséhez, viszont felszólította az izraeli hadvezetést, hogy mellőze a civil áldozatokat.[38]
- Kanada – A külügyminisztérium egyértelműen elítélte a Hamász rakétatámadásait és támogatását fejezte ki az izraeli hadműveletet illetően, a terrorizmus elleni harc jegyében.[39]
- Magyarország – A magyar külügyminisztérium egy közleményben önmérsékletre szólította fel mindkét felet, a harcok mielőbbi befejezését kérve.[40]
- Törökország – A külügyminisztérium egy írásos nyilatkozatban ítélte el az izraeli támadást és követelte azonnali leállítását. Mint fogalmazott: „Egy ország sem áll a nemzetközi jog felett, még Izrael sem.”[41]
- Libanon – Michel Szulejmán elnök „barbár” jelzővel illette az izraeli támadást, mint fogalmazott, „az erőszak még soha nem vezetett igazságos és átfogó békéhez”, valamint felszólította a nemzetközi közvéleményt, hogy szorítsa rá Izraelt a béketárgyalások folytatására.[42]
- ENSZ – A Palesztin Nemzeti Hatóság kérésére összeült az ENSZ BT, megvitatni a gázai helyzetet, a rendkívüli ülés azonban nyilatkozat kiadása nélkül zárult.[30] November 20-án végül egy közleményben felszólították mindkét felet az egymás elleni támadások befejezésére.[24]